# Жданович, Виктор Францевич
Виктор Францевич Жданович (род. 27 января 1938, Ленинград) — выдающийся советский спортсмен, рапирист, трёхкратный Олимпийский чемпион, многократный чемпион мира (1959, 1960, 1961 и 1963 годов), многократный чемпион СССР, чемпион II летней Спартакиады народов СССР (1959 год). Заслуженный мастер спорта СССР (1960). Награждён орденом Трудового Красного Знамени.

## Биография
Окончил Государственный дважды орденоносный институт физической культуры им. П. Ф. Лесгафта (Ленинград) (1963).
Фехтованием начал заниматься в 1953 году, отдал предпочтение рапире. В 1956 году отобрался в сборную СССР на летние Олимпийские игры в Мельбурне, однако сборная СССР на играх в полуфинальном поединке уступила сборной Венгрии и осталась без медалей. В 1959 году в составе команды рапиристов вместе с Марком Мидлером, Юрием Сисикиным, Германом Свешниковым и Юрием Рудовым впервые становится чемпионом мира. На Олимпийских играх 1960 года Виктор Жданович выигрывает 2 золотые награды, в индивидуальных и командных соревнованиях (состав команды был точно таким же, как и на Чемпионате мира 1959 года). В этом же году выигрывает второй титул чемпиона мира. В 1961 и 1963 годах в составе команды СССР вновь выигрывает чемпионаты мира. На Олимпийских играх 1964 года выигрывает третью для себя Олимпийскую золотую награду в составе команды вместе с Мидлером, Сисикиным, Свешниковым и Рудовым.
Тренер — В. И. Фёдоров.
В период с 1977 по 1989 год — главный тренер ЦС «ДИНАМО».
В период с 1977 по 1987 год возглавлял сборную команду СССР по фехтованию на рапирах (мужчины).

## Награды
- Орден Трудового Красного Знамени (16.09.1960) — за успешные выступления в XVII летних и VIII зимних Олимпийских играх 1960 года, а также за выдающиеся спортивные достижения[3]